# Letnie Igrzyska Olimpijskie Młodzieży 2014
2. Letnie Igrzyska Olimpijskie Młodzieży – zawody sportowe, które odbywały się latem 2014 roku w Nankinie w Chinach. Gospodarz imprezy został wyłoniony przez Międzynarodowy Komitet Olimpijski podczas sesji zorganizowanej w Vancouver 10 lutego 2010. O prawo organizacji igrzysk ubiegały się w końcowym głosowaniu dwa miasta – chiński Nankin oraz polski Poznań.

## Wybór organizatora

### Kandydaci
- Nankin

Chiny chciały już być gospodarzem zimowej edycji igrzysk młodzieży. Kandydatem do organizacji zawodów w 2012 roku był Harbin, jednak miasto przegrało ostatecznie walkę o prawo goszczenia u siebie imprezy z Innsbruckiem.
- Poznań

Poznań rywalizował już o prawo do organizacji igrzysk młodzieży w roku 2010. Przy walce o goszczenie kolejnej edycji zawodów stolica Wielkopolski musiała najpierw pokonać krajowych rywali: Łódź, Katowice, Kraków oraz Szczecin. Ostatecznie zdecydowano, że polskim kandydatem będzie Poznań.
Wygrało Nankin stosunkiem głosów 47:42.

### Kandydatury wycofane i niezgłoszone
- Belgrad

Miasto było już zainteresowane organizacją zawodów w roku 2010. Ostatecznie stolica Serbii wycofała się z walki o goszczenie igrzysk tak w 2010, jak i w 2014 roku.
- Dżakarta

Kandydatura została potwierdzona, jednak miasto ostatecznie nie złożyło do MKOL-u oferty.
- Moskwa

Stolica Rosji przegrała z Singapurem prawo do organizacji pierwszej edycji igrzysk w 2010 roku w finałowym głosowaniu. Moskwa deklarowała wówczas chęć organizacji przyszłych edycji imprezy, jednak ostatecznie nie zdecydowała się na walkę o goszczenie zawodów w roku 2014. Jednym z powodów jest organizacja przez Rosję zimowych igrzysk olimpijskich w Soczi.
- Maroko[6]
- Nowe Delhi

W 2010 w Nowym Delhi odbyły się igrzyska wspólnoty narodów. Miasto chce dzięki temu zdobyć doświadczenie w organizacji dużych zawodów sportowych. Prezes Indyjskiego Komitetu Olimpijskiego Suresh Kamadi zadeklarował chęć walki o organizację igrzysk młodzieży w roku 2014.
- Rouen, Tuluza, Dunkierka

Trzy francuskie miasta wyraziły zainteresowanie organizacją igrzysk. Ostatecznie, w październiku 2008, Francuski Komitet Olimpijski podjął decyzję, że nie zgłosi swojej kandydatury. Decyzję argumentowano chęcią zorganizowania zimowych igrzysk olimpijskich w Annecy w roku 2018.
- Monterrey

Miasto przegrało krajową walkę o kandydowanie z Guadalajarą.
- Guadalajara

Miasto zostało wybrane przez Meksykański Komitet Olimpijski jako kandydat do organizacji zawodów, pokonując w wewnątrzkrajowej walce Monterrey.
Guadalajara zrezygnowała z walki o organizację z powodu braku funduszy na zorganizowanie zarówno igrzysk panamerykańskich w 2011 roku i letnich igrzysk olimpijskich młodzieży.

## Dyscypliny
W programie 2. Letnich Igrzysk Olimpijskich Młodzieży znalazło się 29 dyscyplin. Na młodzieżowych igrzyskach zadebiutowały rugby i golf, w porównaniu do ostatniej edycji tej imprezy zabrakło siatkówki halowej. Oto pełna lista dyscyplin Letnich Igrzysk Olimpijskich Młodzieży 2014 (w nawiasach podano liczbę konkurencji w danej dyscyplinie):
| - Badminton (3) (szczegóły) - Boks (13) (szczegóły) - Gimnastyka (szczegóły) - Gimnastyka artystyczna (2) - Gimnastyka sportowa (14) - Skoki na trampolinie (2) - Golf (2) (szczegóły) - Hokej na trawie (2) (szczegóły) - Jeździectwo (2) (szczegóły) - Judo (9) (szczegóły) - Kajakarstwo (8) (szczegóły) - Kolarstwo (3) (szczegóły) - Koszykówka 3x3 (3) (szczegóły) - Lekkoatletyka (37) (szczegóły) - Łucznictwo (3) (szczegóły) - Pięciobój nowoczesny (2) (szczegóły) | - Piłka nożna (2) (szczegóły) - Piłka ręczna (2) (szczegóły) - pływanie (36) (szczegóły) - Podnoszenie ciężarów (11) (szczegóły) - Rugby 7 (2) (szczegóły) - Siatkówka plażowa (2) (szczegóły) - Skoki do wody (5) (szczegóły) - Strzelectwo (6) (szczegóły) - Szermierka (7) (szczegóły) - Taekwondo (10) (szczegóły) - Tenis stołowy (3) (szczegóły) - Tenis ziemny (5) (szczegóły) - Triathlon (3) (szczegóły) - Wioślarstwo (4) (szczegóły) - Zapasy (14) (szczegóły) - Żeglarstwo (4) (szczegóły) |

## Klasyfikacja medalowa
Klasyfikacja medalowa dziesięciu najlepszych państw i Polski.
| Klasyfikacja medalowa              |                  |       |        |      |       |
| Lp.                                | Państwo          | złoto | srebro | brąz | razem |
| 1.                                 | Chiny            | 38    | 13     | 14   | 65    |
| 2.                                 | Rosja            | 27    | 19     | 11   | 57    |
| —                                  | Drużyna mieszana | 13    | 12     | 14   | 39    |
| 4.                                 | Francja          | 8     | 3      | 9    | 20    |
| 5.                                 | Japonia          | 7     | 9      | 5    | 21    |
| 6.                                 | Ukraina          | 7     | 8      | 8    | 23    |
| 7.                                 | Włochy           | 7     | 8      | 6    | 21    |
| 8.                                 | Węgry            | 6     | 6      | 11   | 23    |
| 9.                                 | Brazylia         | 6     | 6      | 1    | 13    |
| 10.                                | Azerbejdżan      | 5     | 6      | 1    | 12    |
| –                                  | –                | –     | –      | –    | –     |
| 12.                                | Polska           | 5     | 0      | 1    | 6     |
| Zobacz pełną klasyfikację medalową |                  |       |        |      |       |